# Lista de séries do Domingão
Esta é uma lista de séries exibidas do programa da SIC, Domingão.

## 2020

#### (Parte da Tarde)
| "DOMINGÃO"         |                        |                                                                                        |                                                                                        | |                                                                                        |                                                                                        |                                                                                        |
| 1                  | 21 de junho de 2020    | Verão                                                                                  | Almada                                                                                 | Estúdios SIC: Diana Chaves, João Baião, João Paulo Sousa e Raquel Tavares Camião Palco: Luciana Abreu e Emanuel                           |                                                                                        |                                                                                        |                                                                                        |
| 2                  | 28 de junho de 2020    | Verão                                                                                  | Torres Vedras                                                                          | Estúdios SIC: Diana Chaves, João Baião, João Paulo Sousa e Raquel Tavares Camião Palco: Luciana Abreu e Emanuel                           |                                                                                        |                                                                                        |                                                                                        |
| 3                  | 5 de julho de 2020     | Nazaré                                                                                 | Benavente                                                                              | Estúdios SIC: João Baião, Carolina Loureiro, João Paulo Sousa e Raquel Tavares Camião Palco: Luciana Abreu e Emanuel Nazaré: Jani Gabriel |                                                                                        |                                                                                        |                                                                                        |
| 4                  | 12 de julho de 2020    | Big Show SIC                                                                           | Setúbal                                                                                | Estúdios SIC: João Baião, Raquel Tavares e João Paulo Sousa Camião Palco: Luciana Abreu e Emanuel                                         |                                                                                        |                                                                                        |                                                                                        |
| 5                  | 19 de julho de 2020    | Malucos do Riso                                                                        | Castelo Branco                                                                         | Estúdios SIC: Diana Chaves, João Baião, João Paulo Sousa e Raquel Tavares Camião Palco: Luciana Abreu e Emanuel                           |                                                                                        |                                                                                        |                                                                                        |
| 6                  | 26 de julho de 2020    | Dia dos Avós                                                                           | São Brás de Alportel                                                                   | Estúdios SIC: Diana Chaves, João Baião, João Paulo Sousa e Raquel Tavares Camião Palco: Luciana Abreu e Emanuel                           |                                                                                        |                                                                                        |                                                                                        |
| 7                  | 2 de agosto de 2020    | Grandes Sucessos                                                                       | Góis                                                                                   | Estúdios SIC: Diana Chaves, João Baião, João Paulo Sousa e Raquel Tavares Camião Palco: Luciana Abreu e Emanuel                           |                                                                                        |                                                                                        |                                                                                        |
| 8                  | 9 de agosto de 2020    | Agricultores                                                                           | Elvas                                                                                  | Estúdios SIC: Diana Chaves, João Baião, João Paulo Sousa e Raquel Tavares Camião Palco: Luciana Abreu e Emanuel                           |                                                                                        |                                                                                        |                                                                                        |
| 9                  | 16 de agosto de 2020   | Festas Populares                                                                       | Coruche                                                                                | Estúdios SIC: João Baião, João Paulo Sousa, Raquel Tavares e Débora Monteiro Camião Palco: Luciana Abreu e Emanuel                        |                                                                                        |                                                                                        |                                                                                        |
| 10                 | 23 de agosto de 2020   | Heróis de Portugal                                                                     | Ourém                                                                                  | Estúdios SIC: Diana Chaves, João Baião, João Paulo Sousa e Débora Monteiro Camião Palco: Luciana Abreu e Emanuel                          |                                                                                        |                                                                                        |                                                                                        |
| 11                 | 30 de agosto de 2020   | O Noivo é que Sabe                                                                     | Albufeira                                                                              | Estúdios SIC: Diana Chaves, João Baião, João Paulo Sousa e Débora Monteiro Camião Palco: Luciana Abreu e Emanuel                          |                                                                                        |                                                                                        |                                                                                        |
| 12                 | 6 de setembro de 2020  | Famílias de Portugal                                                                   | Vizela                                                                                 | Estúdios SIC: João Baião, João Paulo Sousa, Raquel Tavares e Débora Monteiro Camião Palco: Luciana Abreu e Emanuel                        |                                                                                        |                                                                                        |                                                                                        |
| 13                 | 13 de setembro de 2020 | Golpe de Sorte                                                                         | Vila Franca de Xira                                                                    | Estúdios SIC: João Baião, João Paulo Sousa, Raquel Tavares e Débora Monteiro Camião Palco: Luciana Abreu e Emanuel                        |                                                                                        |                                                                                        |                                                                                        |
| 14                 | 20 de setembro de 2020 | Vindimas                                                                               | Sobral de Monte Agraço                                                                 | Estúdios SIC: João Baião, João Paulo Sousa, Raquel Tavares e Débora Monteiro Camião Palco: Luciana Abreu e Emanuel                        |                                                                                        |                                                                                        |                                                                                        |
| 15                 | 27 de setembro de 2020 | As Nossas Tradições                                                                    | Bombarral                                                                              | Estúdios SIC: João Baião, João Paulo Sousa, Raquel Tavares e Débora Monteiro Camião Palco: Luciana Abreu e Emanuel                        |                                                                                        |                                                                                        |                                                                                        |
| 16                 | 4 de outubro de 2020   | 28 Anos SIC                                                                            | Parque Holanda (Estúdios SIC)                                                          | Estúdios SIC: Diana Chaves, João Baião, João Paulo Sousa, Raquel Tavares, Débora Monteiro, Luciana Abreu e Emanuel                        |                                                                                        |                                                                                        |                                                                                        |
| 17                 | 11 de outubro de 2020  | Terra Nossa                                                                            | Oeiras                                                                                 | Estúdios SIC: João Baião, João Paulo Sousa, Raquel Tavares e Débora Monteiro Camião Palco: Luciana Abreu e Emanuel                        |                                                                                        |                                                                                        |                                                                                        |
| 18                 | 18 de outubro de 2020  | Outono                                                                                 | Cascais                                                                                | Estúdios SIC: João Baião, João Paulo Sousa e Débora Monteiro Camião Palco: Luciana Abreu e Emanuel                                        |                                                                                        |                                                                                        |                                                                                        |
| 19                 | 25 de outubro de 2020  | Portugal no Guinness                                                                   | Encosta do Sol                                                                         | Estúdios SIC: João Baião, João Paulo Sousa, Raquel Tavares e Débora Monteiro Camião Palco: Luciana Abreu e Emanuel                        |                                                                                        |                                                                                        |                                                                                        |
| 20                 | 1 de novembro de 2020  | Dia de Todos os Santos                                                                 | Massamá e Monte Abraão                                                                 | Estúdios SIC: João Baião, João Paulo Sousa, Raquel Tavares e Débora Monteiro Camião Palco: Luciana Abreu e Emanuel                        |                                                                                        |                                                                                        |                                                                                        |
| 21                 | 8 de novembro de 2020  | Festa de São Martinho                                                                  | Carnaxide e Queijas                                                                    | Estúdios SIC: João Baião, João Paulo Sousa, Raquel Tavares e Débora Monteiro Camião Palco: Luciana Abreu e Emanuel                        |                                                                                        |                                                                                        |                                                                                        |
| "DOMINGÃO EM CASA" |                        |                                                                                        |                                                                                        | |                                                                                        |                                                                                        |                                                                                        |
| 22                 | 15 de novembro de 2020 | Marco Paulo                                                                            | —                                                                                      | João Baião, João Paulo Sousa, Raquel Tavares e Débora Monteiro                                                                            |                                                                                        |                                                                                        |                                                                                        |
| 23                 | 22 de novembro de 2020 | Ágata                                                                                  | —                                                                                      | João Baião, João Paulo Sousa e Raquel Tavares                                                                                             |                                                                                        |                                                                                        |                                                                                        |
| 24                 | 29 de novembro de 2020 | Toy                                                                                    | —                                                                                      | João Baião, João Paulo Sousa, Raquel Tavares e Débora Monteiro                                                                            |                                                                                        |                                                                                        |                                                                                        |
| *                  | 6 de dezembro de 2020  | Emissão cancelada em virtude da perda brutal que foi a morte da artista Sara Carreira. | Emissão cancelada em virtude da perda brutal que foi a morte da artista Sara Carreira. | Emissão cancelada em virtude da perda brutal que foi a morte da artista Sara Carreira.                                                    | Emissão cancelada em virtude da perda brutal que foi a morte da artista Sara Carreira. | Emissão cancelada em virtude da perda brutal que foi a morte da artista Sara Carreira. | Emissão cancelada em virtude da perda brutal que foi a morte da artista Sara Carreira. |
| 25                 | 13 de dezembro de 2020 | Emanuel                                                                                | —                                                                                      | João Baião, João Paulo Sousa, Raquel Tavares e Débora Monteiro                                                                            |                                                                                        |                                                                                        |                                                                                        |
| "DOMINGÃO"         |                        |                                                                                        |                                                                                        | |                                                                                        |                                                                                        |                                                                                        |
| 26                 | 20 de dezembro de 2020 | Natal                                                                                  | Palmela                                                                                | Estúdios SIC: João Baião, João Paulo Sousa, Raquel Tavares e Débora Monteiro Camião Palco: Luciana Abreu e Emanuel                        |                                                                                        |                                                                                        |                                                                                        |

#### (Parte da Manhã)
| 22 | 15 de novembro de 2020 | Doçaria de Portugal                                                                    | Prior Velho, Sacavém, Moscavide e Portela                                              | Estúdios SIC: João Baião, João Paulo Sousa, Raquel Tavares e Débora Monteiro Camião Palco: Luciana Abreu e Emanuel |                                                                                        |                                                                                        |                                                                                        |
| 23 | 22 de novembro de 2020 | Talentos de Portugal                                                                   | Faro                                                                                   | Estúdios SIC: João Paulo Sousa e Raquel Tavares Camião Palco: Luciana Abreu e Emanuel                              |                                                                                        |                                                                                        |                                                                                        |
| 24 | 29 de novembro de 2020 | Gente Solidária                                                                        | Azeitão                                                                                | Estúdios SIC: João Paulo Sousa e Débora Monteiro Camião Palco: Luciana Abreu e Emanuel                             |                                                                                        |                                                                                        |                                                                                        |
| *  | 6 de dezembro de 2020  | Emissão cancelada em virtude da perda brutal que foi a morte da artista Sara Carreira. | Emissão cancelada em virtude da perda brutal que foi a morte da artista Sara Carreira. | Emissão cancelada em virtude da perda brutal que foi a morte da artista Sara Carreira.                             | Emissão cancelada em virtude da perda brutal que foi a morte da artista Sara Carreira. | Emissão cancelada em virtude da perda brutal que foi a morte da artista Sara Carreira. | Emissão cancelada em virtude da perda brutal que foi a morte da artista Sara Carreira. |
| 25 | 13 de dezembro de 2020 | Com Sabor a Natal                                                                      | União das Freguesias de Camarate, Unhos e Apelação                                     | Estúdios SIC: João Paulo Sousa, Débora Monteiro e Raquel Tavares Camião Palco: Luciana Abreu e Emanuel             |                                                                                        |                                                                                        |                                                                                        |
| 26 | 20 de dezembro de 2020 | Causa Animal                                                                           | Quinta do Conde                                                                        | Estúdios SIC: João Paulo Sousa, Débora Monteiro e Raquel Tavares Camião Palco: Luciana Abreu e Emanuel             |                                                                                        |                                                                                        |                                                                                        |

## 2021

#### (Parte da Tarde)
| #  | Data                    | Especial               | Localidade camião palco                                                    | Apresentadores |
| -- | ----------------------- | ---------------------- | -------------------------------------------------------------------------- | --- |
| 27 | 3 de janeiro de 2021    | Amor Amor              | Reguengos de Monsaraz                                                      | Estúdios SIC: Débora Monteiro, Raquel Tavares e João Baião Camião Palco: Luciana Abreu e Emanuel                                                     |
| 28 | 10 de janeiro de 2021   | Circo                  | Moita                                                                      | Estúdios SIC: Débora Monteiro, Raquel Tavares, João Paulo Sousa e João Baião Camião Palco: Luciana Abreu e Emanuel                                   |
| 29 | 17 de janeiro de 2021   | Anedotas               | Parque Holanda (Estúdios SIC)                                              | Estúdios SIC: Débora Monteiro, Raquel Tavares, João Paulo Sousa e Emanuel                                                                            |
| 30 | 24 de janeiro de 2021   | Artistas de Rua        | Parque Holanda (Estúdios SIC)                                              | Estúdios SIC: Débora Monteiro, Raquel Tavares, João Paulo Sousa, Luciana Abreu e Emanuel                                                             |
| 31 | 31 de janeiro de 2021   | Magia                  | Parque Holanda (Estúdios SIC)                                              | Estúdios SIC: Débora Monteiro, Raquel Tavares, João Paulo Sousa, Luciana Abreu, Emanuel e João Baião                                                 |
| 32 | 7 de fevereiro de 2021  | Quim Barreiros         | Parque Holanda (Estúdios SIC)                                              | Estúdios SIC: Débora Monteiro, Raquel Tavares, João Paulo Sousa, Luciana Abreu, Emanuel e João Baião                                                 |
| 33 | 14 de fevereiro de 2021 | Carnaval               | Parque Holanda (Estúdios SIC)                                              | Estúdios SIC: Raquel Tavares, João Paulo Sousa, Luciana Abreu, Emanuel e João Baião                                                                  |
| 34 | 21 de fevereiro de 2021 | A Serra                | Parque Holanda (Estúdios SIC)                                              | Estúdios SIC: João Paulo Sousa, Luciana Abreu, Débora Monteiro, João Baião e Emanuel                                                                 |
| 35 | 28 de fevereiro de 2021 | Castiços de Portugal   | Parque Holanda (Estúdios SIC)                                              | Estúdios SIC: João Paulo Sousa, Luciana Abreu, Débora Monteiro, Raquel Tavares, João Baião e Emanuel                                                 |
| 36 | 7 de março de 2021      | Mulheres da Nossa Vida | Santa Casa da Misericórdia do Barreiro                                     | Estúdios SIC: João Paulo Sousa, Débora Monteiro, Raquel Tavares e João Baião Camião Palco: Luciana Abreu e Emanuel                                   |
| 37 | 14 de março de 2021     | Portugal à Mesa        | Lar de São José, Torres Vedras                                             | Estúdios SIC: João Paulo Sousa, Débora Monteiro, Raquel Tavares e João Baião Camião Palco: Luciana Abreu e Emanuel                                   |
| 38 | 21 de março de 2021     | Festa das Flores       | Associação Casapiana de Solidariedade, Benfica                             | Estúdios SIC: João Paulo Sousa, Débora Monteiro, Raquel Tavares e João Baião Camião Palco: Luciana Abreu e Emanuel                                   |
| 39 | 28 de março de 2021     | Páscoa                 | Casa do Artista, Carnide                                                   | Estúdios SIC: Débora Monteiro, Raquel Tavares, João Baião e Fernando Rocha Camião Palco: Luciana Abreu e Emanuel                                     |
| 40 | 11 de abril de 2021     | Festa Portuguesa       | Fundação António Sardinha - Casa do Sagrado Coração de Jesus, Rio de Mouro | Estúdios SIC: Débora Monteiro, Raquel Tavares, João Baião, Fernando Rocha e João Paulo Sousa Camião Palco: Luciana Abreu e Emanuel                   |
| 41 | 18 de abril de 2021     | Amigos                 | Lar dos Inválidos do Comércio, Lumiar                                      | Estúdios SIC: Débora Monteiro, Raquel Tavares, João Baião, Fernando Rocha e João Paulo Sousa Camião Palco: Luciana Abreu e Emanuel                   |
| 42 | 25 de abril de 2021     | Liberdade              | Alcácer do Sal e Comporta                                                  | Estúdios SIC: Débora Monteiro, Raquel Tavares, João Baião, Fernando Rocha e João Paulo Sousa Camião Palco: Luciana Abreu e Emanuel                   |
| 43 | 2 de maio de 2021       | Dia da Mãe             | Santiago do Cacém                                                          | Estúdios SIC: Débora Monteiro, Raquel Tavares, João Baião, Fernando Rocha e João Paulo Sousa Camião Palco: Luciana Abreu e Emanuel                   |
| 44 | 9 de maio de 2021       | O Melhor da Vida       | Arronches                                                                  | Estúdios SIC: Débora Monteiro, Raquel Tavares, João Baião, Fernando Rocha e João Paulo Sousa Camião Palco: Luciana Abreu e Emanuel                   |
| 45 | 16 de maio de 2021      | Festa da Família       | Castelo de Vide                                                            | Estúdios SIC: Raquel Tavares, João Baião, Fernando Rocha e João Paulo Sousa Camião Palco: Emanuel                                                    |
| 46 | 23 de maio de 2021      | Doçaria Nacional       | Almeirim                                                                   | Estúdios SIC: Raquel Tavares, João Baião, Fernando Rocha, João Paulo Sousa e Débora Monteiro Camião Palco: Luciana Abreu e Emanuel                   |
| 47 | 30 de maio de 2021      | Vida no Campo          | Batalha                                                                    | Estúdios SIC: Raquel Tavares, João Baião, Fernando Rocha e João Paulo Sousa Camião Palco: Emanuel                                                    |
| 48 | 6 de junho de 2021      | O Melhor de Portugal   | Avis                                                                       | Estúdios SIC: Raquel Tavares, João Baião, Fernando Rocha e João Paulo Sousa Camião Palco: Luciana Abreu e Emanuel                                    |
| 49 | 13 de junho de 2021     | Santos Populares       | Seia                                                                       | Estúdios SIC: Raquel Tavares, João Baião, Fernando Rocha, João Paulo Sousa e Melânia Gomes Camião Palco: Luciana Abreu e Emanuel                     |
| 50 | 20 de junho de 2021     | Aniversário            | Almada                                                                     | Estúdios SIC: Raquel Tavares, João Baião, Fernando Rocha, João Paulo Sousa e Melânia Gomes Camião Palco: Luciana Abreu e Emanuel                     |
| 51 | 27 de junho de 2021     | Festa de Verão         | Seixal                                                                     | Estúdios SIC: Raquel Tavares, João Baião, Fernando Rocha e João Paulo Sousa Camião Palco: Luciana Abreu e Emanuel                                    |
| 52 | 4 de julho de 2021      | Piadas e Anedotas      | Paredes                                                                    | Estúdios SIC: Raquel Tavares, João Baião, Fernando Rocha, Melânia Gomes e Débora Monteiro Camião Palco: Luciana Abreu e Emanuel                      |
| 53 | 11 de julho de 2021     | Festa da Alegria       | Portimão                                                                   | Estúdios SIC: Raquel Tavares, João Baião, Fernando Rocha, Melânia Gomes, Débora Monteiro e João Paulo Sousa Camião Palco: Luciana Abreu e Emanuel    |
| 54 | 18 de julho de 2021     | Festa da Amizade       | Valongo                                                                    | Estúdios SIC: Raquel Tavares, João Baião, Fernando Rocha, Débora Monteiro e João Paulo Sousa Camião Palco: Luciana Abreu e Emanuel                   |
| 55 | 25 de julho de 2021     | Festa dos Avós         | Pampilhosa da Serra                                                        | Estúdios SIC: Raquel Tavares, João Baião, Fernando Rocha, Débora Monteiro e João Paulo Sousa Camião Palco: Luciana Abreu e Emanuel                   |
| 56 | 1 de agosto de 2021     | Ranchos Folclóricos    | Moita                                                                      | Estúdios SIC: Raquel Tavares, Fernando Rocha, Débora Monteiro e João Paulo Sousa Camião Palco: Luciana Abreu e Emanuel                               |
| 57 | 8 de agosto de 2021     | Emigrantes             | Cadaval                                                                    | Estúdios SIC: Raquel Tavares, Fernando Rocha, Débora Monteiro e João Paulo Sousa Camião Palco: Luciana Abreu e Emanuel                               |
| 58 | 15 de agosto de 2021    | Festas Populares       | Peso da Régua                                                              | Estúdios SIC: Raquel Tavares, Débora Monteiro, João Paulo Sousa e João Baião Camião Palco: Luciana Abreu e Emanuel                                   |
| 59 | 22 de agosto de 2021    | Grandes Artistas       | Covilhã                                                                    | Estúdios SIC: Raquel Tavares, Débora Monteiro, João Baião e Fernando Rocha Camião Palco: Luciana Abreu e Emanuel                                     |
| 60 | 29 de agosto de 2021    | Amores de Verão        | Rio Maior                                                                  | Estúdios SIC: Débora Monteiro, João Baião, Fernando Rocha e João Paulo Sousa Camião Palco: Luciana Abreu e Emanuel                                   |
| 61 | 5 de setembro de 2021   | Vindimas               | Montemor-o-Velho                                                           | Estúdios SIC: Débora Monteiro, João Baião, Fernando Rocha e Raquel Tavares Camião Palco: Luciana Abreu e Emanuel                                     |
| 62 | 12 de setembro de 2021  | Bombeiros              | Mora                                                                       | Estúdios SIC: Débora Monteiro, João Baião, Fernando Rocha, Raquel Tavares e João Paulo Sousa Camião Palco: Luciana Abreu e Emanuel                   |
| 63 | 19 de setembro de 2021  | Invenções Populares    | Sobral de Monte Agraço                                                     | Estúdios SIC: Débora Monteiro, João Baião, Fernando Rocha, Raquel Tavares e João Paulo Sousa Camião Palco: Luciana Abreu e Emanuel                   |
| 64 | 26 de setembro de 2021  | Comes e Bebes          | Casa Ermelinda Freitas                                                     | Estúdios SIC: Débora Monteiro, João Baião, Fernando Rocha, Raquel Tavares e João Paulo Sousa Camião Palco: Luciana Abreu e Emanuel                   |
| 65 | 3 de outubro de 2021    | Dia de Festa           | Vieira do Minho                                                            | Estúdios SIC: Débora Monteiro, João Baião, Fernando Rocha, Raquel Tavares e João Paulo Sousa Camião Palco: Emanuel Coliseu dos Recreios: Iva Lamarão |
| 66 | 10 de outubro de 2021   | Tudo por Tudo          | A-da-Gorda e Castelo de Óbidos                                             | Estúdios SIC: Débora Monteiro, Raquel Tavares, João Paulo Sousa e João Baião Camião Palco: Luciana Abreu e Emanuel                                   |
| 67 | 17 de outubro de 2021   | Festa do Pão           | Praia das Maçãs e Colares                                                  | Estúdios SIC: Débora Monteiro, Raquel Tavares, João Paulo Sousa, João Baião e Fernando Rocha Camião Palco: Luciana Abreu e Emanuel                   |
| 68 | 24 de outubro de 2021   | Festa das Castanhas    | Ajuda                                                                      | Estúdios SIC: Débora Monteiro, Raquel Tavares, João Paulo Sousa, João Baião e Fernando Rocha Camião Palco: Luciana Abreu e Emanuel                   |
| 69 | 31 de outubro de 2021   | Dia das Bruxas         | Montijo                                                                    | Estúdios SIC: Raquel Tavares, João Paulo Sousa, João Baião e Fernando Rocha Camião Palco: Luciana Abreu e Emanuel                                    |
| 70 | 7 de novembro de 2021   | Festa de São Martinho  | Lourel                                                                     | Estúdios SIC: Raquel Tavares, João Baião, Fernando Rocha e Débora Monteiro Camião Palco: Luciana Abreu e Emanuel                                     |
| 71 | 14 de novembro de 2021  | Vilas Portuguesas      | Pombal                                                                     | Estúdios SIC: Raquel Tavares, Débora Monteiro, João Paulo Sousa e João Baião Camião Palco: Luciana Abreu e Emanuel                                   |
| 72 | 21 de novembro de 2021  | Festa da Televisão     | Seixal                                                                     | Estúdios SIC: Raquel Tavares, Débora Monteiro, João Paulo Sousa, João Baião e Fernando Rocha Camião Palco: Luciana Abreu e Emanuel                   |
| 73 | 28 de novembro de 2021  | Delícias de Portugal   | Leiria                                                                     | Estúdios SIC: Raquel Tavares, Débora Monteiro, João Paulo Sousa, João Baião e Fernando Rocha Camião Palco: Luciana Abreu e Emanuel                   |
| 74 | 5 de dezembro de 2021   | Tradições de Natal     | Montemor-o-Velho                                                           | Estúdios SIC: Raquel Tavares, Débora Monteiro, João Baião e Fernando Rocha Camião Palco: Luciana Abreu e Emanuel                                     |
| 75 | 12 de dezembro de 2021  | Doces de Natal         | Guarda                                                                     | Estúdios SIC: Raquel Tavares, Débora Monteiro, João Paulo Sousa e João Baião Camião Palco: Luciana Abreu e Emanuel                                   |
| 76 | 19 de dezembro de 2021  | Natal                  | Chamusca                                                                   | Estúdios SIC: Raquel Tavares, Débora Monteiro, João Paulo Sousa, João Baião e Fernando Rocha Camião Palco: Luciana Abreu e Emanuel                   |

#### (Parte da Manhã)
| #  | Data                  | Especial                       | Localidade camião palco | Apresentadores                                                                       |
| -- | --------------------- | ------------------------------ | ----------------------- | ------------------------------------------------------------------------------------ |
| 27 | 3 de janeiro de 2021  | Amor                           | Reguengos de Monsaraz   | Estúdios SIC: Débora Monteiro e Raquel Tavares Camião Palco: Luciana Abreu e Emanuel |
| 28 | 10 de janeiro de 2021 | Augusto Canário                | —                       | João Paulo Sousa, Débora Monteiro e Raquel Tavares                                   |
| 29 | 17 de janeiro de 2021 | Mês de Janeiro                 | —                       | José Figueiras                                                                       |
| 30 | 24 de janeiro de 2021 | Artesanato                     | —                       | José Figueiras                                                                       |
| 31 | 31 de janeiro de 2021 | Sugestões do que fazer em casa | —                       | João Paulo Sousa e Raquel Tavares                                                    |

## 2022
| #   | Data                    | Especial                | Localidade camião palco                        | Apresentadores |
| --- | ----------------------- | ----------------------- | ---------------------------------------------- | --- |
| 77  | 2 de janeiro de 2022    | Ano Novo                | Cacém e São Marcos                             | Estúdios SIC: Débora Monteiro, João Paulo Sousa, Raquel Tavares, João Baião e Fernando Rocha Camião Palco: Luciana Abreu e Emanuel                |
| 78  | 9 de janeiro de 2022    | Festa de Reis           | Cascais                                        | Estúdios SIC: Débora Monteiro, João Paulo Sousa, Raquel Tavares, João Baião e Fernando Rocha Camião Palco: Luciana Abreu e Emanuel                |
| 79  | 16 de janeiro de 2022   | Dia do Picante          | Lagoa                                          | Estúdios SIC: Débora Monteiro, João Paulo Sousa, Raquel Tavares, João Baião e Fernando Rocha Camião Palco: Luciana Abreu e Emanuel                |
| 80  | 23 de janeiro de 2022   | Delícias de Inverno     | Agualva e Mira-Sintra                          | Estúdios SIC: João Paulo Sousa, Raquel Tavares, João Baião e Fernando Rocha Camião Palco: Luciana Abreu e Emanuel                                 |
| 81  | 30 de janeiro de 2022   | Festa Medieval          | Odivelas                                       | Estúdios SIC: João Paulo Sousa, Raquel Tavares, João Baião, Fernando Rocha e Débora Monteiro Camião Palco: Emanuel                                |
| 82  | 6 de fevereiro de 2022  | A Festa das Sopas       | Sesimbra                                       | Estúdios SIC: João Paulo Sousa, Raquel Tavares, João Baião, Fernando Rocha, Débora Monteiro e Melânia Gomes Camião Palco: Luciana Abreu e Emanuel |
| 83  | 13 de fevereiro de 2022 | Dia dos Namorados       | Massamá e Monte Abraão                         | Estúdios SIC: Raquel Tavares, João Baião, Fernando Rocha e Débora Monteiro Camião Palco: João Paulo Sousa e Melânia Gomes                         |
| 84  | 20 de fevereiro de 2022 | Costumes e Tradições    | Guimarães                                      | Estúdios SIC: Raquel Tavares, Débora Monteiro, João Paulo Sousa e João Baião Camião Palco: Luciana Abreu e Fernando Rocha                         |
| 85  | 27 de fevereiro de 2022 | Carnaval                | Loures                                         | Estúdios SIC: Raquel Tavares, Débora Monteiro, João Paulo Sousa, João Baião, Fernando Rocha e Melânia Gomes Camião Palco: Luciana Abreu e Emanuel |
| 86  | 6 de março de 2022      | Grandes Mulheres        | Casal de Cambra                                | Estúdios SIC: Raquel Tavares, João Paulo Sousa, João Baião, Fernando Rocha e Melânia Gomes Camião Palco: Emanuel                                  |
| 87  | 13 de março de 2022     | Artistas da Terra       | Algueirão-Mem Martins                          | Estúdios SIC: Raquel Tavares, João Paulo Sousa, João Baião, Fernando Rocha e Débora Monteiro Camião Palco: Luciana Abreu e Emanuel                |
| 88  | 20 de março de 2022     | Dia do Pai              | Barreiro                                       | Estúdios SIC: Raquel Tavares, João Paulo Sousa, Fernando Rocha, Débora Monteiro e Melânia Gomes Camião Palco: Luciana Abreu e Emanuel             |
| 89  | 27 de março de 2022     | Festa das Flores        | Entroncamento                                  | Estúdios SIC: Raquel Tavares, João Paulo Sousa, Fernando Rocha, Débora Monteiro e João Baião Camião Palco: Luciana Abreu e Emanuel                |
| 90  | 3 de abril de 2022      | Portugal no seu Melhor  | Torres Novas                                   | Estúdios SIC: João Baião, Fernando Rocha e Melânia Gomes Camião Palco: Luciana Abreu e Emanuel                                                    |
| 91  | 10 de abril de 2022     | Páscoa                  | Felgueiras                                     | Estúdios SIC: Melânia Gomes, Débora Monteiro, Raquel Tavares e João Baião Camião Palco: Luciana Abreu e Emanuel                                   |
| 92  | 24 de abril de 2022     | Festa da Alegria        | Queluz e Belas                                 | Estúdios SIC: Melânia Gomes, Débora Monteiro, Raquel Tavares, João Baião, Fernando Rocha e João Paulo Sousa Camião Palco: Luciana Abreu e Emanuel |
| 93  | 1 de maio de 2022       | Dia da Mãe              | Pampilhosa da Serra                            | Estúdios SIC: Melânia Gomes, Débora Monteiro, Raquel Tavares, João Baião, Fernando Rocha e João Paulo Sousa Camião Palco: Emanuel                 |
| 94  | 8 de maio de 2022       | Trajes de Portugal      | Agualva e Mira-Sintra                          | Estúdios SIC: Melânia Gomes, Débora Monteiro, Raquel Tavares, João Paulo Sousa e João Baião Camião Palco: Emanuel                                 |
| 95  | 15 de maio de 2022      | Festa da Família        | Paredes                                        | Estúdios SIC: Melânia Gomes, Débora Monteiro, João Paulo Sousa, João Baião e Fernando Rocha Camião Palco: Luciana Abreu e Emanuel                 |
| 96  | 22 de maio de 2022      | Doces da Avó            | Estrela                                        | Estúdios SIC: Melânia Gomes, Débora Monteiro, João Paulo Sousa, João Baião, Fernando Rocha e Raquel Tavares Camião Palco: Emanuel                 |
| 97  | 29 de maio de 2022      | Provérbios Populares    | São Domingos de Benfica                        | Estúdios SIC: Melânia Gomes, Débora Monteiro, João Paulo Sousa, João Baião, Fernando Rocha e Raquel Tavares Camião Palco: Luciana Abreu e Emanuel |
| 98  | 5 de junho de 2022      | A Festa do Amor         | Seixal                                         | Estúdios SIC: Melânia Gomes, Débora Monteiro, João Paulo Sousa, João Baião e Fernando Rocha Camião Palco: Luciana Abreu e Emanuel                 |
| 99  | 12 de junho de 2022     | Santos Populares        | —                                              | Estúdios SIC: Débora Monteiro, João Baião, Luciana Abreu e Emanuel                                                                                |
| 100 | 19 de junho de 2022     | Aniversário             | Almada                                         | Estúdios SIC: Débora Monteiro, João Paulo Sousa, João Baião, Fernando Rocha e Raquel Tavares Camião Palco: Luciana Abreu e Emanuel                |
| 101 | 26 de junho de 2022     | Festa de Verão          | Sever do Vouga                                 | Estúdios SIC: Débora Monteiro, João Paulo Sousa, João Baião, Fernando Rocha, Raquel Tavares e Melânia Gomes Camião Palco: Luciana Abreu e Emanuel |
| 102 | 3 de julho de 2022      | Grandes Ídolos          | Paredes                                        | Estúdios SIC: Débora Monteiro, João Baião, Fernando Rocha, Raquel Tavares e Melânia Gomes Camião Palco: Luciana Abreu e Emanuel                   |
| 104 | 17 de julho de 2022     | Sardinhada de Verão     | Serra d'El-Rei                                 | Estúdios SIC: Débora Monteiro, Raquel Tavares, Melânia Gomes e João Baião Camião Palco: Luciana Abreu e Emanuel                                   |
| 105 | 24 de julho de 2022     | Avós                    | Foz do Arelho                                  | Estúdios SIC: Débora Monteiro, Raquel Tavares, Melânia Gomes, João Baião, Fernando Rocha e João Paulo Sousa Camião Palco: Luciana Abreu e Emanuel |
| 106 | 31 de julho de 2022     | Festas dos Amigos       | Sever do Vouga                                 | Estúdios SIC: Débora Monteiro, Raquel Tavares, Melânia Gomes, Fernando Rocha e João Paulo Sousa Camião Palco: Luciana Abreu e Emanuel             |
| 107 | 7 de agosto de 2022     | Festas do Emigrante     | Leiria                                         | Estúdios SIC: Débora Monteiro, Raquel Tavares, Melânia Gomes e José Figueiras Camião Palco: Luciana Abreu e Emanuel                               |
| 108 | 14 de agosto de 2022    | Músicas de Verão        | Meimão (Penamacor)                             | Estúdios SIC: Débora Monteiro, Melânia Gomes e João Baião Camião Palco: Luciana Abreu e Emanuel                                                   |
| 109 | 21 de agosto de 2022    | Festas da Aldeia        | Mêda                                           | Estúdios SIC: Débora Monteiro, Raquel Tavares, João Paulo Sousa e João Baião Camião Palco: Luciana Abreu e Emanuel                                |
| 110 | 28 de agosto de 2022    | Associações Recreativas | Pedrógão Grande                                | Estúdios SIC: Débora Monteiro, João Paulo Sousa, Melânia Gomes e João Baião Camião Palco: Mónica Sintra e Emanuel                                 |
| 111 | 4 de setembro de 2022   | Vindimas                | Trofa                                          | Estúdios SIC: João Paulo Sousa, Melânia Gomes e João Baião Camião Palco: Luciana Abreu e Emanuel                                                  |
| 112 | 11 de setembro de 2022  | Terras de Portugal      | Marinha Grande                                 | Estúdios SIC: João Paulo Sousa, Melânia Gomes, João Baião, Fernando Rocha e Débora Monteiro Camião Palco: Luciana Abreu e Emanuel                 |
| 113 | 18 de setembro de 2022  | Anedotas e Adivinhas    | Palmela                                        | Estúdios SIC: João Paulo Sousa, Melânia Gomes, João Baião, Fernando Rocha e Débora Monteiro Camião Palco: Luciana Abreu e Emanuel                 |
| 114 | 25 de setembro de 2022  | Outono                  | Algés, Linda-a-Velha e Cruz Quebrada - Dafundo | Estúdios SIC: João Paulo Sousa, Melânia Gomes, João Baião, Fernando Rocha e Débora Monteiro Camião Palco: Luciana Abreu e Emanuel                 |
| 115 | 2 de outubro de 2022    | Dia de Festa            | Mina de Água (Amadora)                         | Estúdios SIC: João Paulo Sousa, Melânia Gomes e Fernando Rocha Camião Palco: Luciana Abreu e Emanuel Coliseu dos Recreios: Maria Dominguez        |
| 116 | 9 de outubro de 2022    | 30 Anos SIC             | —                                              | Estúdios SIC: João Paulo Sousa, Melânia Gomes, Fernando Rocha, Luciana Abreu, Débora Monteiro e Emanuel                                           |
| 117 | 16 de outubro de 2022   | Feira do Pão            | Montemor-o-Novo                                | Estúdios SIC: João Paulo Sousa, Melânia Gomes, Fernando Rocha, Débora Monteiro e João Baião Camião Palco: Luciana Abreu e Emanuel                 |
| 118 | 23 de outubro de 2022   | Festa das Castanhas     | Grândola                                       | Estúdios SIC: João Paulo Sousa, Melânia Gomes, Fernando Rocha, Débora Monteiro e João Baião Camião Palco: Luciana Abreu e Emanuel                 |
| 119 | 30 de outubro de 2022   | Festa de Halloween      | Vinhais                                        | Estúdios SIC: João Paulo Sousa, Melânia Gomes, Débora Monteiro e João Baião Camião Palco: Luciana Abreu e Emanuel                                 |
| 120 | 6 de novembro de 2022   | Festa de São Martinho   | Oeiras                                         | Estúdios SIC: João Paulo Sousa, Melânia Gomes, Débora Monteiro, João Baião e Fernando Rocha Camião Palco: Luciana Abreu e Emanuel                 |
| 121 | 13 de novembro de 2022  | Portugal à Mesa         | Pombal                                         | Estúdios SIC: João Paulo Sousa, Melânia Gomes, Débora Monteiro, João Baião e Fernando Rocha Camião Palco: Luciana Abreu e Emanuel                 |
| 122 | 20 de novembro de 2022  | As Nossas Aldeias       | Bárrio e Cela (Alcobaça)                       | Estúdios SIC: João Paulo Sousa, Melânia Gomes, Débora Monteiro, Raquel Tavares e João Baião Camião Palco: Luciana Abreu e Emanuel                 |
| 123 | 27 de novembro de 2022  | O Melhor de Portugal    | Seixal                                         | Estúdios SIC: João Paulo Sousa, Melânia Gomes, Raquel Tavares, João Baião e Fernando Rocha Camião Palco: Luciana Abreu e Emanuel                  |
| 124 | 4 de dezembro de 2022   | Tradições de Natal      | Montemor-o-Velho                               | Estúdios SIC: João Paulo Sousa, Melânia Gomes, Raquel Tavares, João Baião e Débora Monteiro Camião Palco: Luciana Abreu e Emanuel                 |
| 125 | 11 de dezembro de 2022  | Delícias de Natal       | Pampilhosa da Serra                            | Estúdios SIC: João Paulo Sousa, Melânia Gomes, Raquel Tavares, João Baião e Débora Monteiro Camião Palco: Luciana Abreu e Emanuel                 |
| 126 | 18 de dezembro de 2022  | Natal                   | Castanheira de Pera                            | Estúdios SIC: João Paulo Sousa, Melânia Gomes, Raquel Tavares, Débora Monteiro, João Baião e Fernando Rocha Camião Palco: Luciana Abreu e Emanuel |

#### (Parte da Manhã)
| #   | Data                | Especial       | Localidade camião palco       | Apresentadores                                                                     |
| --- | ------------------- | -------------- | ----------------------------- | ---------------------------------------------------------------------------------- |
| 103 | 10 de julho de 2022 | Manhã de Festa | Parque Holanda (Estúdios SIC) | Estúdios SIC: Luciana Abreu, Fernando Rocha, Raquel Tavares, Iva Lamarão e Emanuel |

## 2023
| #   | Data                    | Especial              | Localidade camião palco                                            | Apresentadores |
| --- | ----------------------- | --------------------- | ------------------------------------------------------------------ | --- |
| 127 | 8 de janeiro de 2023    | Festa de Reis         | Loulé                                                              | Estúdios SIC: João Baião, João Paulo Sousa, Melânia Gomes, Fernando Rocha e Iva Lamarão Camião Palco: Luciana Abreu e Emanuel                                                            |
| 128 | 15 de janeiro de 2023   | Talentos de Portugal  | Oeiras                                                             | Estúdios SIC: João Baião, João Paulo Sousa, Melânia Gomes, Fernando Rocha e Cláudia Borges Camião Palco: Luciana Abreu e Emanuel                                                         |
| 129 | 22 de janeiro de 2023   | Tascas e Mercearias   | Montijo                                                            | Estúdios SIC: João Paulo Sousa, Melânia Gomes, Fernando Rocha, Iva Lamarão e Cláudia Borges Camião Palco: Luciana Abreu e Emanuel                                                        |
| 130 | 29 de janeiro de 2023   | Animais de Companhia  | Moita                                                              | Estúdios SIC: João Baião, João Paulo Sousa, Melânia Gomes e Iva Lamarão Camião Palco: Luciana Abreu e Emanuel                                                                            |
| 131 | 5 de fevereiro de 2023  | Tradições Portuguesas | Maiorga, Évora de Alcobaça, Aljubarrota e Alcobaça (Vale do Alcôa) | Estúdios SIC: João Baião, João Paulo Sousa, Melânia Gomes, Fernando Rocha e Cláudia Borges Camião Palco: Luciana Abreu e Emanuel                                                         |
| 132 | 12 de fevereiro de 2023 | Dia dos Namorados     | Loures                                                             | Estúdios SIC: João Baião, João Paulo Sousa, Melânia Gomes, Fernando Rocha e Iva Lamarão Camião Palco: Luciana Abreu e Emanuel                                                            |
| 133 | 19 de fevereiro de 2023 | Carnaval              | Loulé                                                              | Estúdios SIC: João Baião, João Paulo Sousa, Melânia Gomes, Fernando Rocha, Iva Lamarão e Cláudia Borges Camião Palco: Luciana Abreu e Emanuel                                            |
| 134 | 26 de fevereiro de 2023 | Costumes e Sotaques   | Vila Flor                                                          | Estúdios SIC: João Baião, Melânia Gomes, Fernando Rocha e Débora Monteiro Camião Palco: Luciana Abreu e Emanuel                                                                          |
| 135 | 5 de março de 2023      | Grandes Mulheres      | —                                                                  | Estúdios SIC: João Baião, Melânia Gomes, Fernando Rocha e Luciana Abreu Olympia, Paris: Cláudia Borges e Emanuel                                                                         |
| 136 | 12 de março de 2023     | Praças e Mercados     | Usseira (Óbidos)                                                   | Estúdios SIC: João Baião, Melânia Gomes, Fernando Rocha, Cláudia Borges e Micaela Camião Palco: Luciana Abreu e Emanuel                                                                  |
| 137 | 19 de março de 2023     | Dia do Pai            | Santarém                                                           | Estúdios SIC: João Baião, João Paulo Sousa, Cláudia Borges e Micaela Camião Palco: Luciana Abreu e Emanuel                                                                               |
| 138 | 26 de março de 2023     | A Festa da Primavera  | Vilarinho de Agrochão (Macedo de Cavaleiros)                       | Estúdios SIC: João Baião, Melânia Gomes, Débora Monteiro, Fernando Rocha e Micaela Camião Palco: Luciana Abreu e Emanuel                                                                 |
| 139 | 2 de abril de 2023      | Páscoa                | Baião                                                              | Estúdios SIC: João Baião, Melânia Gomes, Débora Monteiro, João Paulo Sousa e Micaela Camião Palco: Emanuel e Fernando Rocha                                                              |
| 140 | 16 de abril de 2023     | Humor Popular         | Carnide                                                            | Estúdios SIC: João Baião, Melânia Gomes, Débora Monteiro, João Paulo Sousa, Fernando Rocha e Micaela Camião Palco: Luciana Abreu e Emanuel                                               |
| 141 | 23 de abril de 2023     | Amigos para Sempre    | Lourinhã e Atalaia                                                 | Estúdios SIC: João Baião, Melânia Gomes, Débora Monteiro, João Paulo Sousa, Fernando Rocha e Micaela Camião Palco: Luciana Abreu e Emanuel                                               |
| 142 | 30 de abril de 2023     | Portugal Rural        | Paredes                                                            | Estúdios SIC: João Baião, Melânia Gomes, Débora Monteiro, João Paulo Sousa e Micaela Camião Palco: Luciana Abreu e Emanuel                                                               |
| 143 | 7 de maio de 2023       | Dia da Mãe            | Valença                                                            | Estúdios SIC: João Baião, Melânia Gomes, Débora Monteiro, João Paulo Sousa e Micaela Camião Palco: Emanuel e Fernando Rocha                                                              |
| 144 | 14 de maio de 2023      | A Festa do Folclore   | Benavente                                                          | Estúdios SIC: João Baião, Melânia Gomes, Débora Monteiro, João Paulo Sousa e Fernando Rocha Camião Palco: Luciana Abreu e Emanuel                                                        |
| 145 | 21 de maio de 2023      | Festa de Garagem      | Leiria                                                             | Estúdios SIC: João Baião, Melânia Gomes, Débora Monteiro, João Paulo Sousa e Micaela Camião Palco: Emanuel e Fernando Rocha                                                              |
| 146 | 28 de maio de 2023      | Terra Nossa           | Águas Livres (Amadora)                                             | Estúdios SIC: João Baião, Melânia Gomes, Débora Monteiro, João Paulo Sousa, Fernando Rocha e Micaela Camião Palco: Luciana Abreu e Emanuel                                               |
| 147 | 4 de junho de 2023      | Santos Populares      | Quarteira                                                          | Estúdios SIC: João Baião, Débora Monteiro, João Paulo Sousa, Fernando Rocha, Cláudia Borges e Micaela Camião Palco: Emanuel "Santódromo", Doca da Marinha: Iva Lamarão                   |
| 148 | 11 de junho de 2023     | Arraial SIC           | Belém (Lisboa)                                                     | Estúdios SIC: João Baião, Melânia Gomes, Débora Monteiro, João Paulo Sousa, Fernando Rocha e Micaela Camião Palco: Luciana Abreu e Emanuel "Santódromo", Doca da Marinha: Cláudia Borges |
| 149 | 18 de junho de 2023     | Aniversário           | Foz do Arelho                                                      | Estúdios SIC: João Baião, Melânia Gomes, João Paulo Sousa, Fernando Rocha, Raquel Tavares e Micaela Camião Palco: Luciana Abreu e Emanuel                                                |
| 150 | 25 de junho de 2023     | Festa de São João     | Almada                                                             | Estúdios SIC: João Baião, Melânia Gomes, Fernando Rocha, Débora Monteiro e Sofia Ribeiro Camião Palco: Luciana Abreu e Emanuel                                                           |
| 151 | 2 de julho de 2023      | Férias de Verão       | Castanheira de Pera                                                | Estúdios SIC: João Baião, Melânia Gomes, Débora Monteiro, Raquel Tavares e Micaela Camião Palco: Luciana Abreu e Emanuel                                                                 |
| 152 | 16 de julho de 2023     | Festas e Romarias     | Serra d'El-Rei                                                     | Estúdios SIC: João Baião, Melânia Gomes, Débora Monteiro e João Paulo Sousa Camião Palco: Luciana Abreu e Emanuel                                                                        |
| 153 | 23 de julho de 2023     | Avós de Portugal      | Setúbal                                                            | Estúdios SIC: Melânia Gomes, Débora Monteiro, João Paulo Sousa, Raquel Tavares e Micaela Camião Palco: Luciana Abreu e Emanuel                                                           |
| 154 | 30 de julho de 2023     | Feiras e Mercados     | Vieira do Minho                                                    | Estúdios SIC: Melânia Gomes, Débora Monteiro, João Paulo Sousa, Fernando Rocha e Micaela Camião Palco: Luciana Abreu e Emanuel                                                           |
| 155 | 6 de agosto de 2023     | Festa do Emigrante    | Leiria                                                             | Estúdios SIC: Melânia Gomes, Débora Monteiro, João Paulo Sousa, Fernando Rocha e Micaela Camião Palco: Luciana Abreu e Emanuel                                                           |
| 156 | 13 de agosto de 2023    | Bailaricos da Aldeia  | Góis                                                               | Estúdios SIC: Melânia Gomes, Débora Monteiro, João Baião e Micaela Camião Palco: Luciana Abreu e Emanuel                                                                                 |
| 157 | 20 de agosto de 2023    | Petiscos de Portugal  | Paredes                                                            | Estúdios SIC: Débora Monteiro, João Baião, Fernando Rocha, João Paulo Sousa e Micaela Camião Palco: Luciana Abreu e Emanuel                                                              |
| 158 | 27 de agosto de 2023    | A Nossa Gente         | Carnide                                                            | Estúdios SIC: João Baião, Fernando Rocha, Iva Lamarão e Micaela Camião Palco: Luciana Abreu e Emanuel                                                                                    |
| 159 | 3 de setembro de 2023   | Amor a Portugal       | Almeirim                                                           | Estúdios SIC: João Baião, Fernando Rocha, Melânia Gomes, Débora Monteiro e Micaela Camião Palco: Luciana Abreu e Emanuel Altice Forum Braga: Margarida Barreiras                         |
| 160 | 10 de setembro de 2023  | Vindimas              | Moura                                                              | Estúdios SIC: João Baião, Fernando Rocha, Melânia Gomes, Débora Monteiro, João Paulo Sousa e Micaela Camião Palco: Luciana Abreu e Emanuel                                               |
| 161 | 17 de setembro de 2023  | Casas do Povo         | Falagueira-Venda Nova (Amadora)                                    | Estúdios SIC: João Baião, Fernando Rocha, Débora Monteiro, João Paulo Sousa e Cláudia Borges Camião Palco: Luciana Abreu e Emanuel                                                       |
| 162 | 24 de setembro de 2023  | Comédia à Portuguesa  | Carnaxide e Queijas (Oeiras)                                       | Estúdios SIC: João Baião, Fernando Rocha, Débora Monteiro e Micaela Camião Palco: Sofia Arruda e Emanuel                                                                                 |
| 163 | 1 de outubro de 2023    | Dia de Festa          | Alvaiázere                                                         | Estúdios SIC: João Baião, João Paulo Sousa, Cláudia Borges e Micaela Camião Palco: Luciana Abreu e Emanuel                                                                               |
| 164 | 8 de outubro de 2023    | Parabéns, Baião!      | Vila Real de Santo António                                         | Estúdios SIC: João Baião, Melânia Gomes, João Paulo Sousa, Débora Monteiro, Fernando Rocha e Micaela Camião Palco: Luciana Abreu e Emanuel                                               |
| 165 | 15 de outubro de 2023   | Mulheres da Terra     | Lousã                                                              | Estúdios SIC: João Baião, João Paulo Sousa, Débora Monteiro, Fernando Rocha e Micaela Camião Palco: Luciana Abreu e Emanuel                                                              |
| 166 | 22 de outubro de 2023   | O Melhor de Portugal  | Águas Livres                                                       | Estúdios SIC: João Baião, Melânia Gomes e Cláudia Borges Camião Palco: Luciana Abreu e Emanuel                                                                                           |
| 167 | 29 de outubro de 2023   | Dia das Bruxas        | Ourém                                                              | Estúdios SIC: Melânia Gomes, Débora Monteiro, João Paulo Sousa, Fernando Rocha e Micaela Camião Palco: Luciana Abreu e Emanuel                                                           |
| 168 | 5 de novembro de 2023   | Magusto               | Mangualde                                                          | Estúdios SIC: Débora Monteiro, João Paulo Sousa, João Baião, Raquel Tavares e Micaela Camião Palco: Luciana Abreu e Emanuel                                                              |
| 169 | 12 de novembro de 2023  | Festa de São Martinho | Pombal                                                             | Estúdios SIC: Débora Monteiro, João Paulo Sousa, João Baião, Fernando Rocha e Micaela Camião Palco: Luciana Abreu e Emanuel                                                              |
| 170 | 19 de novembro de 2023  | A Nossa Gente         | Melides (Grândola)                                                 | Estúdios SIC: Débora Monteiro, João Baião, Fernando Rocha e Micaela Camião Palco: Luciana Abreu e Emanuel                                                                                |
| 171 | 26 de novembro de 2023  | As Nossas Vilas       | Seixal                                                             | Estúdios SIC: Débora Monteiro, João Baião, Fernando Rocha, João Paulo Sousa e Micaela Camião Palco: Luciana Abreu e Emanuel                                                              |
| 172 | 3 de dezembro de 2023   | Tradições de Natal    | Soure                                                              | Estúdios SIC: Débora Monteiro, Fernando Rocha, João Paulo Sousa, Melânia Gomes e Micaela Camião Palco: Luciana Abreu e Emanuel                                                           |
| 173 | 10 de dezembro de 2023  | Mesa de Natal         | Pampilhosa da Serra                                                | Estúdios SIC: Débora Monteiro, Fernando Rocha, João Paulo Sousa, Melânia Gomes, João Baião e Micaela Camião Palco: Luciana Abreu e Emanuel                                               |
| 174 | 17 de dezembro de 2023  | Natal                 | Guarda                                                             | Estúdios SIC: Débora Monteiro, João Paulo Sousa, Melânia Gomes, João Baião e Micaela Camião Palco: Luciana Abreu e Emanuel                                                               |

## 2024
| #   | Data                    | Especial                 | Localidade camião palco                               | Apresentadores |
| --- | ----------------------- | ------------------------ | ----------------------------------------------------- | --- |
| 175 | 7 de janeiro de 2024    | Festa dos Reis           | Fronteira                                             | Estúdios SIC: Débora Monteiro, Melânia Gomes, João Baião, Fernando Rocha e Micaela Camião Palco: Luciana Abreu e Emanuel                                                     |
| 176 | 14 de janeiro de 2024   | Feira do Fumeiro         | Vila Nova de Poiares                                  | Estúdios SIC: Débora Monteiro, Melânia Gomes, João Paulo Sousa, João Baião e Micaela Camião Palco: Luciana Abreu e Emanuel                                                   |
| 177 | 21 de janeiro de 2024   | Festa da Comédia Popular | Cacém e São Marcos                                    | Estúdios SIC: Débora Monteiro, Melânia Gomes, João Paulo Sousa, João Baião, Fernando Rocha e Micaela Camião Palco: Luciana Abreu e Emanuel                                   |
| 178 | 28 de janeiro de 2024   | Desgarradas              | Pinhal Novo                                           | Estúdios SIC: Débora Monteiro, Melânia Gomes, João Paulo Sousa, João Baião e Micaela Camião Palco: Luciana Abreu e Emanuel                                                   |
| 179 | 4 de fevereiro de 2024  | Aldeias Históricas       | Mealhada                                              | Estúdios SIC: Débora Monteiro, Melânia Gomes, João Paulo Sousa, João Baião, Fernando Rocha e Micaela Camião Palco: Luciana Abreu e Emanuel                                   |
| 180 | 11 de fevereiro de 2024 | Carnaval                 | Ferreiras (Albufeira)                                 | Estúdios SIC: Melânia Gomes, João Baião e Micaela Camião Palco: Luciana Abreu e Emanuel Ovar: Iva Lamarão Loures: João Paulo Sousa e Fernando Rocha                          |
| 181 | 18 de fevereiro de 2024 | Artistas da Terra        | Penalva do Castelo                                    | Estúdios SIC: Melânia Gomes, Débora Monteiro, João Baião e Micaela Camião Palco: Luciana Abreu e Emanuel Antime (Fafe): Fernando Rocha Figueiró dos Vinhos: João Paulo Sousa |
| 182 | 25 de fevereiro de 2024 | Tradições Populares      | Montijo                                               | Estúdios SIC: Melânia Gomes, Débora Monteiro, João Baião, Fernando Rocha e Micaela Camião Palco: Luciana Abreu e Emanuel                                                     |
| 183 | 3 de março de 2024      | Mulheres da Nossa Vida   | Tábua                                                 | Estúdios SIC: Melânia Gomes, Débora Monteiro, João Baião, João Paulo Sousa e Micaela Camião Palco: Luciana Abreu e Emanuel                                                   |
| 184 | 10 de março de 2024     | Portugal à Mesa          | —                                                     | Estúdios SIC: Melânia Gomes, João Baião, Luciana Abreu, João Paulo Sousa, Fernando Rocha, Emanuel e Micaela                                                                  |
| 185 | 17 de março de 2024     | Dia do Pai               | Santarém                                              | Estúdios SIC: Melânia Gomes, João Paulo Sousa, Fernando Rocha e Débora Monteiro Camião Palco: Emanuel e Micaela                                                              |
| 186 | 24 de março de 2024     | Páscoa                   | Oleiros                                               | Estúdios SIC: Melânia Gomes, Fernando Rocha, Débora Monteiro, João Baião e Micaela Camião Palco: Luciana Abreu e Emanuel                                                     |
| 187 | 7 de abril de 2024      | Festa da Primavera       | Torre de Moncorvo                                     | Estúdios SIC: Melânia Gomes, Fernando Rocha, Débora Monteiro, João Paulo Sousa, João Baião e Micaela Camião Palco: Luciana Abreu e Emanuel                                   |
| 188 | 14 de abril de 2024     | Grandes Amigos           | Sesimbra                                              | Estúdios SIC: Melânia Gomes, Débora Monteiro, João Paulo Sousa, João Baião e Micaela Camião Palco: Luciana Abreu e Emanuel                                                   |
| 189 | 21 de abril de 2024     | A Nossa Terra            | Poceirão e Marateca                                   | Estúdios SIC: Melânia Gomes, Débora Monteiro, João Paulo Sousa, João Baião, Fernando Rocha e Micaela Camião Palco: Luciana Abreu e Emanuel                                   |
| 190 | 28 de abril de 2024     | Vida Rural               | Belmonte                                              | Estúdios SIC: Melânia Gomes, Débora Monteiro, João Baião e Micaela Camião Palco: Luciana Abreu e Emanuel                                                                     |
| 191 | 5 de maio de 2024       | Dia da Mãe               | Leiria                                                | Estúdios SIC: Melânia Gomes, Débora Monteiro, João Baião, Fernando Rocha, João Paulo Sousa e Micaela Camião Palco: Luciana Abreu e Emanuel                                   |
| 192 | 12 de maio de 2024      | Festa Medieval           | Vila Real de Santo António                            | Estúdios SIC: Melânia Gomes, Débora Monteiro, João Baião, Fernando Rocha, João Paulo Sousa e Micaela Camião Palco: Luciana Abreu e Emanuel                                   |
| 193 | 19 de maio de 2024      | Portugal no seu Melhor   | Serro Ventoso (Porto de Mós)                          | Estúdios SIC: Melânia Gomes, Débora Monteiro, João Baião, Fernando Rocha, João Paulo Sousa e Micaela Camião Palco: Luciana Abreu e Emanuel                                   |
| 194 | 26 de maio de 2024      | Humor Popular            | Mourão                                                | Estúdios SIC: Melânia Gomes, Débora Monteiro, João Baião e Fernando Rocha Camião Palco: Luciana Abreu e Emanuel                                                              |
| 195 | 2 de junho de 2024      | Grande Arraial           | Ansião                                                | Estúdios SIC: Melânia Gomes Fernando Rocha, João Paulo Sousa e Micaela Camião Palco: Luciana Abreu e Emanuel                                                                 |
| 196 | 9 de junho de 2024      | Santos Populares         | Foz do Arelho                                         | Estúdios SIC: Melânia Gomes Fernando Rocha, Débora Monteiro, João Baião e Micaela Camião Palco: Luciana Abreu e Emanuel                                                      |
| 197 | 16 de junho de 2024     | VIVA PORTUGAL!           | Espinho                                               | Estúdios SIC: Melânia Gomes Fernando Rocha, Débora Monteiro, João Paulo Sousa, João Baião e Micaela Camião Palco: Luciana Abreu e Emanuel                                    |
| 198 | 23 de junho de 2024     | Aniversário              | Arronches                                             | Estúdios SIC: Melânia Gomes Fernando Rocha, Débora Monteiro, João Paulo Sousa, João Baião e Micaela Camião Palco: Luciana Abreu e Emanuel                                    |
| 199 | 30 de junho de 2024     | Festa de Verão           | Serra d'El-Rei                                        | Estúdios SIC: Melânia Gomes Fernando Rocha, Débora Monteiro, João Baião e Micaela Camião Palco: Luciana Abreu e Emanuel                                                      |
| 200 | 14 de julho de 2024     | Feira Popular            | Águeda                                                | Estúdios SIC: Melânia Gomes Fernando Rocha, Débora Monteiro, João Baião e João Paulo Sousa Camião Palco: Luciana Abreu e Emanuel                                             |
| 201 | 21 de julho de 2024     | Bailaricos de Verão      | Arco de Baúlhe e Vila Nune (Cabeceiras de Basto)      | Estúdios SIC: Melânia Gomes Fernando Rocha, Débora Monteiro, João Baião e Micaela Camião Palco: Luciana Abreu e Emanuel                                                      |
| 202 | 28 de julho de 2024     | Dia dos Avós             | União das Freguesias de Alcácer do Sal e Santa Susana | Estúdios SIC: Melânia Gomes Fernando Rocha, João Baião, João Paulo Sousa e Micaela Camião Palco: Luciana Abreu e Emanuel                                                     |
| 203 | 4 de agosto de 2024     | Festa dos Emigrantes     | Leiria                                                | Estúdios SIC: Melânia Gomes Fernando Rocha, João Paulo Sousa, Débora Monteiro e Micaela Camião Palco: Luciana Abreu e Emanuel                                                |
| 204 | 11 de agosto de 2024    | Aldeias em Festa         | Anta e Guetim (Espinho)                               | Estúdios SIC: Melânia Gomes Fernando Rocha, Débora Monteiro e Micaela Camião Palco: Luciana Abreu e Emanuel                                                                  |
| 205 | 18 de agosto de 2024    | Festas Populares         | Ponte da Barca                                        | Estúdios SIC: Melânia Gomes Fernando Rocha e Débora Monteiro Camião Palco: Maria Dominguez e Emanuel                                                                         |
| 206 | 25 de agosto de 2024    | Músicas de Verão         | A dos Cunhados e Maceira (Torres Vedras)              | Estúdios SIC: Fernando Rocha, Débora Monteiro, João Paulo Sousa, João Baião e Micaela Camião Palco: Luciana Abreu e Emanuel                                                  |
| 207 | 1 de setembro de 2024   | As Figuras da Terra      | Almeirim                                              | Estúdios SIC: Fernando Rocha, Débora Monteiro, João Paulo Sousa, João Baião, Melânia Gomes e Micaela Camião Palco: Luciana Abreu e Emanuel                                   |
| 208 | 8 de setembro de 2024   | Vindimas                 | Lagos                                                 | Estúdios SIC: Débora Monteiro, João Paulo Sousa, João Baião e Melânia Gomes Camião Palco: Luciana Abreu e Emanuel                                                            |
| 209 | 15 de setembro de 2024  | Festa Portuguesa         | Porto de Mós                                          | Estúdios SIC: Débora Monteiro, João Paulo Sousa, João Baião e Melânia Gomes Camião Palco: Luciana Abreu e Emanuel                                                            |
| 210 | 22 de setembro de 2024  | Outono em Festa          | Carnide (Lisboa)                                      | Estúdios SIC: Débora Monteiro, João Paulo Sousa, João Baião, Melânia Gomes, Fernando Rocha e Micaela Camião Palco: Luciana Abreu e Emanuel                                   |
| 211 | 29 de setembro de 2024  | O Melhor de Portugal     | Alfragide                                             | Estúdios SIC: João Paulo Sousa, Melânia Gomes, Fernando Rocha e Micaela Camião Palco: Luciana Abreu e Emanuel                                                                |
| 212 | 6 de outubro de 2024    | Parabéns, SIC            | Alvaiázere                                            | Estúdios SIC: João Paulo Sousa, Melânia Gomes, Fernando Rocha, Débora Monteiro, João Baião e Micaela Camião Palco: Luciana Abreu e Emanuel                                   |
| 213 | 13 de outubro de 2024   | Vilas e Aldeias          | Vila Verde                                            | Estúdios SIC: Melânia Gomes, Débora Monteiro, João Baião e Micaela Camião Palco: Luciana Abreu e João Paulo Sousa                                                            |
| 214 | 20 de outubro de 2024   | Sabores de Portugal      | Santarém                                              | Estúdios SIC: Débora Monteiro, João Paulo Sousa, João Baião e Micaela Camião Palco: Luciana Abreu e Emanuel                                                                  |
| 215 | 27 de outubro de 2024   | Festa de Halloween       | Ourém                                                 | Estúdios SIC: Débora Monteiro, João Baião, Melânia Gomes, Fernando Rocha e Micaela Camião Palco: Luciana Abreu e Emanuel                                                     |
| 216 | 3 de novembro de 2024   | Magusto                  | Sabrosa                                               | Estúdios SIC: Débora Monteiro, João Baião, Melânia Gomes, Fernando Rocha e Micaela Camião Palco: Luciana Abreu e Emanuel                                                     |
| 217 | 10 de novembro de 2024  | São Martinho             | Pombal                                                | Estúdios SIC: Débora Monteiro, João Baião, Melânia Gomes, Fernando Rocha e Micaela Camião Palco: Luciana Abreu e Emanuel                                                     |
| 218 | 17 de novembro de 2024  | Festa da Castanha        | Melides (Grândola)                                    | Estúdios SIC: Débora Monteiro, João Baião, Melânia Gomes, Fernando Rocha e Micaela Camião Palco: Luciana Abreu e Emanuel                                                     |
| 219 | 24 de novembro de 2024  | Comissões de Festas      | Seixal                                                | Estúdios SIC: Débora Monteiro, João Baião, Melânia Gomes, Fernando Rocha, João Paulo Sousa e Micaela Camião Palco: Luciana Abreu e Emanuel                                   |
| 220 | 1 de dezembro de 2024   | Viva o Natal             | Soure                                                 | Estúdios SIC: Débora Monteiro, João Baião, Melânia Gomes, João Paulo Sousa e Micaela Camião Palco: Luciana Abreu e Emanuel                                                   |
| 221 | 8 de dezembro de 2024   | Tradições de Natal       | Montemor-o-Velho                                      | Estúdios SIC: Débora Monteiro, João Baião, Melânia Gomes, João Paulo Sousa e Fernando Rocha Camião Palco: Luciana Abreu e Emanuel Rossio, Lisboa: Micaela                    |
| 222 | 15 de dezembro de 2024  | Delícias de Natal        | Albufeira                                             | Estúdios SIC: Débora Monteiro, João Baião, Melânia Gomes, João Paulo Sousa e Micaela Camião Palco: Luciana Abreu e Emanuel                                                   |
| 223 | 22 de dezembro de 2024  | Natal                    | Penela                                                | Estúdios SIC: Débora Monteiro, João Baião, Melânia Gomes, João Paulo Sousa, Fernando Rocha e Micaela Camião Palco: Luciana Abreu e Emanuel                                   |
| 224 | 29 de dezembro de 2024  | Festa de Ano Novo        | Sabugal                                               | Estúdios SIC: Débora Monteiro, João Baião, Melânia Gomes e Micaela Camião Palco: Luciana Abreu e Emanuel                                                                     |

## 2025
| #   | Data                    | Especial                                                           | Local                                          | Localidade camião palco        | Apresentadores |
| --- | ----------------------- | ------------------------------------------------------------------ | ---------------------------------------------- | ------------------------------ | --- |
| 225 | 5 de janeiro de 2025    | Festa dos Reis                                                     | Parque Holanda (Estúdios SIC)                  | Amadora                        | Estúdios SIC: Débora Monteiro, João Baião, Melânia Gomes, João Paulo Sousa, Fernando Rocha e Micaela Camião Palco: Luciana Abreu e Emanuel                              |
| 226 | 12 de janeiro de 2025   | Animais de Família                                                 | Parque Holanda (Estúdios SIC)                  | Vila Nova de Poiares           | Estúdios SIC: João Baião, Melânia Gomes e Micaela Camião Palco: Luciana Abreu e Emanuel                                                                                 |
| 227 | 19 de janeiro de 2025   | Paródia Nacional                                                   | Parque Holanda (Estúdios SIC)                  | Arruda dos Vinhos              | Estúdios SIC: João Baião, Melânia Gomes, Fernando Rocha e Débora Monteiro Camião Palco: Emanuel e Micaela                                                               |
| 228 | 26 de janeiro de 2025   | Tradições Portuguesas                                              | Parque Holanda (Estúdios SIC)                  | Ansião                         | Estúdios SIC: João Baião, Melânia Gomes, Débora Monteiro e João Paulo Sousa Camião Palco: Luciana Abreu e Emanuel                                                       |
| 229 | 2 de fevereiro de 2025  | Portugal no Seu Melhor                                             | Parque Holanda (Estúdios SIC)                  | Mora                           | Estúdios SIC: João Baião, Melânia Gomes, Débora Monteiro, Fernando Rocha e Micaela Camião Palco: Luciana Abreu e Emanuel                                                |
| 230 | 9 de fevereiro de 2025  | Terra Contra Terra (Viana do Castelo vs Albufeira)                 | Parque Holanda (Estúdios SIC)                  | Penalva do Castelo             | Estúdios SIC: João Baião, Melânia Gomes, Débora Monteiro, Fernando Rocha, João Paulo Sousa e Micaela Camião Palco: Luciana Abreu e Emanuel                              |
| 231 | 16 de fevereiro de 2025 | Dia dos Namorados                                                  | Parque Holanda (Estúdios SIC)                  | Chaves                         | Estúdios SIC: João Baião, Melânia Gomes, Débora Monteiro, Fernando Rocha, João Paulo Sousa e Micaela Camião Palco: Luciana Abreu e Emanuel                              |
| 232 | 23 de fevereiro de 2025 | Terra Contra Terra (Marco de Canaveses vs Odivelas)                | Parque Holanda (Estúdios SIC)                  | Tábua                          | Estúdios SIC: João Baião, Melânia Gomes, Débora Monteiro e Micaela Camião Palco: Luciana Abreu, Fernando Rocha e Emanuel                                                |
| 233 | 2 de março de 2025      | Carnaval                                                           | Parque Holanda (Estúdios SIC)                  | Loures                         | Estúdios SIC: João Baião, Melânia Gomes e Débora Monteiro Camião Palco: Luciana Abreu e Emanuel Torres Vedras: Fernando Rocha Podence: Cláudia Borges Ovar: Iva Lamarão |
| 234 | 9 de março de 2025      | Grandes Mulheres                                                   | Parque Holanda (Estúdios SIC)                  | Oliveira do Hospital           | Estúdios SIC: Melânia Gomes, Débora Monteiro e Micaela Camião Palco: Luciana Abreu e Emanuel                                                                            |
| 235 | 16 de março de 2025     | Dia do Pai (Matosinhos vs Almada)                                  | Parque Holanda (Estúdios SIC)                  | Celorico de Basto              | Estúdios SIC: Melânia Gomes, Débora Monteiro, João Baião e Micaela Camião Palco: Luciana Abreu, Fernando Rocha e Emanuel                                                |
| 236 | 23 de março de 2025     | Festas e Tradições                                                 | Parque Holanda (Estúdios SIC)                  | Santarém                       | Estúdios SIC: Melânia Gomes, Débora Monteiro, João Baião, Fernando Rocha, João Paulo Sousa e Micaela Camião Palco: Luciana Abreu e Emanuel                              |
| 237 | 30 de março de 2025     | Primavera                                                          | Parque Holanda (Estúdios SIC)                  | Pias (Monção)                  | Estúdios SIC: Melânia Gomes, Débora Monteiro, João Baião e João Paulo Sousa Camião Palco: Luciana Abreu, Fernando Rocha e Emanuel                                       |
| 238 | 6 de abril de 2025      | Terra Contra Terra (Loures vs Loulé)                               | Parque Holanda (Estúdios SIC)                  | Tondela                        | Estúdios SIC: Melânia Gomes, Débora Monteiro, João Baião e Micaela Camião Palco: Luciana Abreu e Emanuel                                                                |
| 239 | 13 de abril de 2025     | Páscoa                                                             | Parque Holanda (Estúdios SIC)                  | Oleiros                        | Estúdios SIC: Débora Monteiro, João Baião, Fernando Rocha e João Paulo Sousa Camião Palco: Melânia Gomes e Emanuel                                                      |
| 240 | 27 de abril de 2025     | O Melhor de Portugal                                               | Parque Holanda (Estúdios SIC)                  | Miranda do Corvo               | Estúdios SIC: Débora Monteiro, João Baião, Melânia Gomes e Micaela Camião Palco: Luciana Abreu e Emanuel                                                                |
| 241 | 4 de maio de 2025       | Festa das Mães                                                     | Amadora (Anfiteatro do Parque Central)         | Leiria                         | Amadora: Débora Monteiro, João Baião, Fernando Rocha e Micaela Camião Palco: Luciana Abreu e Emanuel                                                                    |
| 242 | 11 de maio de 2025      | Portugal no Guiness                                                | Parque Holanda (Estúdios SIC)                  | Odivelas                       | Estúdios SIC: Débora Monteiro, João Baião, Fernando Rocha, Melânia Gomes, João Paulo Sousa e Micaela Camião Palco: Luciana Abreu e Emanuel                              |
| 243 | 18 de maio de 2025      | Terra Contra Terra (Vila Nova de Famalicão vs Vila Franca de Xira) | Parque Holanda (Estúdios SIC)                  | São Romão (Vila Viçosa)        | Estúdios SIC: Débora Monteiro, João Baião, Fernando Rocha e Melânia Gomes Camião Palco: Luciana Abreu e Emanuel                                                         |
| 244 | 25 de maio de 2025      | Anedotas Populares                                                 | Parque Holanda (Estúdios SIC)                  | Mourão                         | Estúdios SIC: Débora Monteiro, João Baião, Fernando Rocha e João Paulo Sousa Camião Palco: Emanuel e Micaela                                                            |
| 245 | 1 de junho de 2025      | Dia Mundial da Criança                                             | Parque Holanda (Estúdios SIC)                  | Ansião                         | Estúdios SIC: Débora Monteiro, João Paulo Sousa, Melânia Gomes e Micaela Camião Palco: Luciana Abreu e Emanuel                                                          |
| 246 | 8 de junho de 2025      | Arraial de Verão                                                   | Parque Holanda (Estúdios SIC)                  | Agualva e Mira-Sintra          | Estúdios SIC: Débora Monteiro, Melânia Gomes, João Baião e Fernando Rocha Camião Palco: Luciana Abreu e Emanuel Pontault-Combault (França): Miguel Costa                |
| 247 | 15 de junho de 2025     | Santos Populares                                                   | Parque Holanda (Estúdios SIC)                  | Avenidas Novas (Campo Pequeno) | Estúdios SIC: Débora Monteiro, Melânia Gomes, João Baião, Fernando Rocha, João Paulo Sousa e Micaela Camião Palco: Luciana Abreu e Emanuel                              |
| 248 | 22 de junho de 2025     | Aniversário                                                        | Massamá (Parque Salgueiro Maia)                | Vila Viçosa                    | Massamá: Débora Monteiro, Melânia Gomes, João Baião, Fernando Rocha e Micaela Camião Palco: Luciana Abreu e Emanuel                                                     |
| 249 | 29 de junho de 2025     | Big Show SIC                                                       | Parque Holanda (Estúdios SIC)                  | Macedo de Cavaleiros           | Estúdios SIC: Débora Monteiro, Melânia Gomes, João Baião, Fernando Rocha, João Paulo Sousa e Micaela Camião Palco: Luciana Abreu e Emanuel                              |
| 250 | 6 de julho de 2025      | Verão em Festa                                                     | Parque Holanda (Estúdios SIC)                  | Castanheira de Pera            | Estúdios SIC: Débora Monteiro, Melânia Gomes e João Baião Camião Palco: Luciana Abreu, Emanuel e Micaela                                                                |
| 251 | 13 de julho de 2025     | Festa na Praia                                                     | São Julião da Barra, Oeiras (Praia da Torre)   | Águeda                         | Oeiras: Débora Monteiro, Melânia Gomes, João Baião, João Paulo Sousa e Micaela Camião Palco: Luciana Abreu e Emanuel                                                    |
| 252 | 20 de julho de 2025     | Bailes de Verão                                                    | Parque Holanda (Estúdios SIC)                  | Alcácer do Sal                 | Estúdios SIC: Débora Monteiro, Melânia Gomes, João Baião, Fernando Rocha e Micaela Camião Palco: Luciana Abreu e Emanuel Loja LIDL Belenenses: Miguel Costa             |
| 253 | 27 de julho de 2025     | Avós de Portugal                                                   | Parque Holanda (Estúdios SIC)                  | Setúbal                        | Estúdios SIC: Débora Monteiro, Melânia Gomes, João Baião e Fernando Rocha Camião Palco: Luciana Abreu e Emanuel                                                         |
| 254 | 3 de agosto de 2025     | Festa dos Emigrantes                                               | Torres Vedras (Parque Verde da Várzea)         | Praia do Pedrógão (Leiria)     | Torres Vedras: Débora Monteiro, Melânia Gomes, Fernando Rocha e Micaela Camião Palco: Luciana Abreu e Emanuel                                                           |
| 255 | 10 de agosto de 2025    | Festa na Praia                                                     | Costa da Caparica (Praia do Tarquínio-Paraíso) | Caldas da Rainha               | Costa da Caparica: Débora Monteiro, José Figueiras, João Paulo Sousa e Cláudia Borges Camião Palco: Luciana Abreu e Emanuel                                             |
| 256 | 17 de agosto de 2025    | Festa na Praia                                                     | Colares, Sintra (Praia das Maçãs)              | Malveira da Serra              | Praia das Maçãs: Débora Monteiro, João Paulo Sousa, Cláudia Borges e Fernando Rocha Camião Palco: Luciana Abreu e Emanuel Praia do Guincho, Cascais: Micaela            |